# 多紀連山

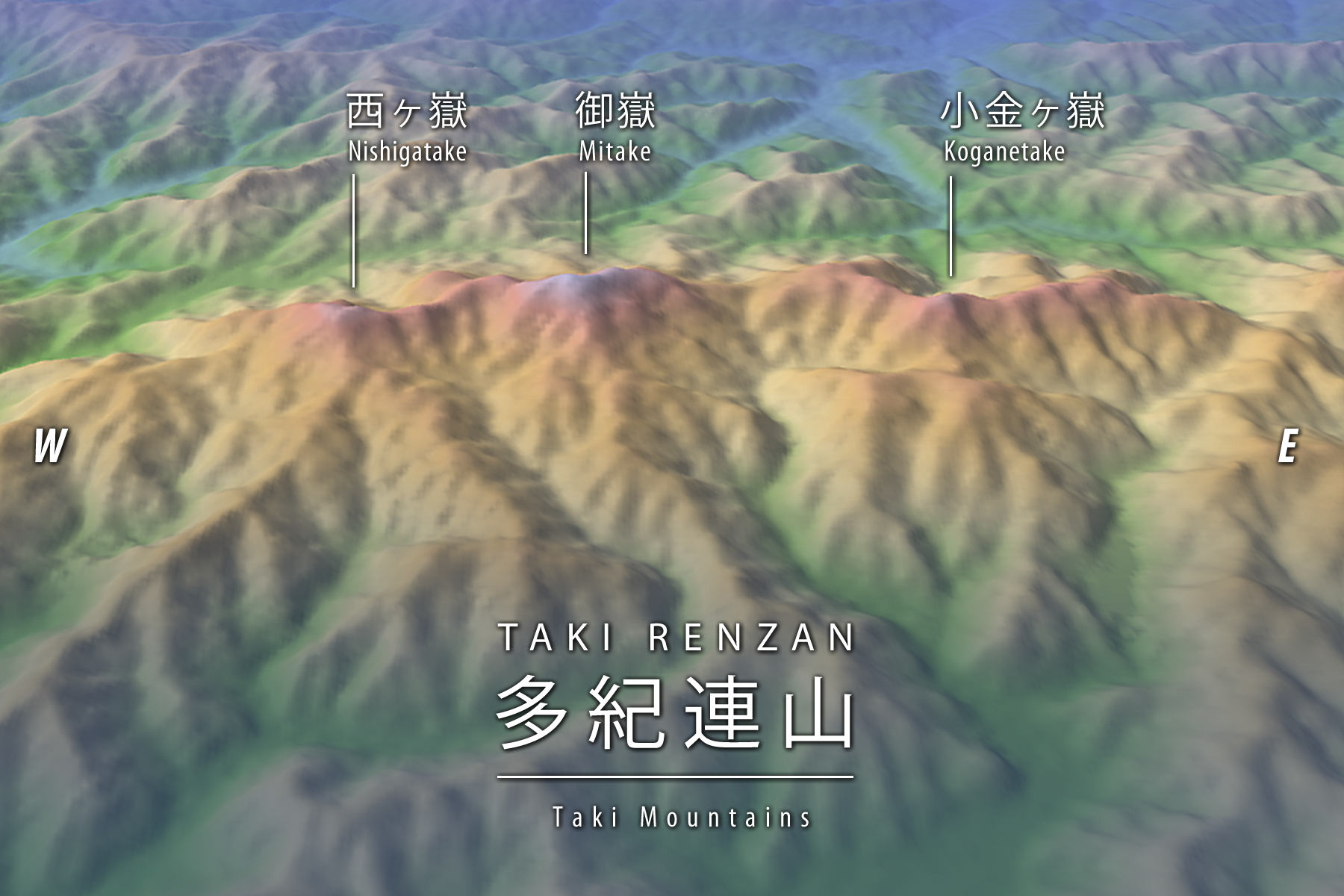
多紀連山の主峰たち
左から 西ヶ嶽・御嶽・小金ヶ嶽

多紀連山（たきれんざん）は、京都府から丹波篠山市、丹波市にかけて高い岸壁状に連なる500m～700mの山々の総称で、旧多紀郡にちなみ多紀アルプスとも呼ばれる。主峰は御嶽（793m）で西ヶ嶽（727m）、小金ヶ嶽（725m）の3つの峰が中心となっている。

## 概要
篠山盆地の北方に連なる標高600～800ｍの連峰で多紀連山県立自然公園を形成する。古生層の岩質は珪岩である。南方に緩やかに、北方に急峻な地形であり、水系としては日本海へ注ぐ由良川水系と瀬戸内海に注ぐ加古川水系とに分かれる中央分水嶺となっている。多紀連山では、鼓峠が最も標高の低い分水嶺である。植生が豊かであり、西紀町のシンボルでもあるシャクナゲやツツジが多く自生し、オサシダ、イワカガミなど高山植物に分類される植物も多く見られる。麓の一部を除き自然林でありケヤキ、ナラ、カエデなど秋を彩る樹木が多く紅葉も美しい。多紀連山も含め四方を山に囲まれた篠山盆地では秋頃からしばしば「丹波霧」と呼ばれる濃霧が発生し、朝には雲海が観察できる。
多紀連山は、平安時代末期から中世にかけて修験道行場として栄えたが、1482年（文明14年）に大峰山（大和修験道）の僧兵の来襲により、寺院はことごとく焼失した。現在も、大岳寺（みたけじ）跡、福泉寺跡、水飲場などが見られる。また「東の覗き」「不動岩」「西の覗き」「愛染窟」など、行場らしい地名も残る。
現在は、県立自然公園に指定されており、山野草、高山植物、鳥獣なども多く見られ、登山道の整備も行われている。春季にはヒカゲツツジ、シャクナゲなどが新緑の山々を彩り、秋季には雑木林が全山紅葉する。また、山頂からは神戸の六甲山や淡路島までを遠望できる。

## 構成山岳

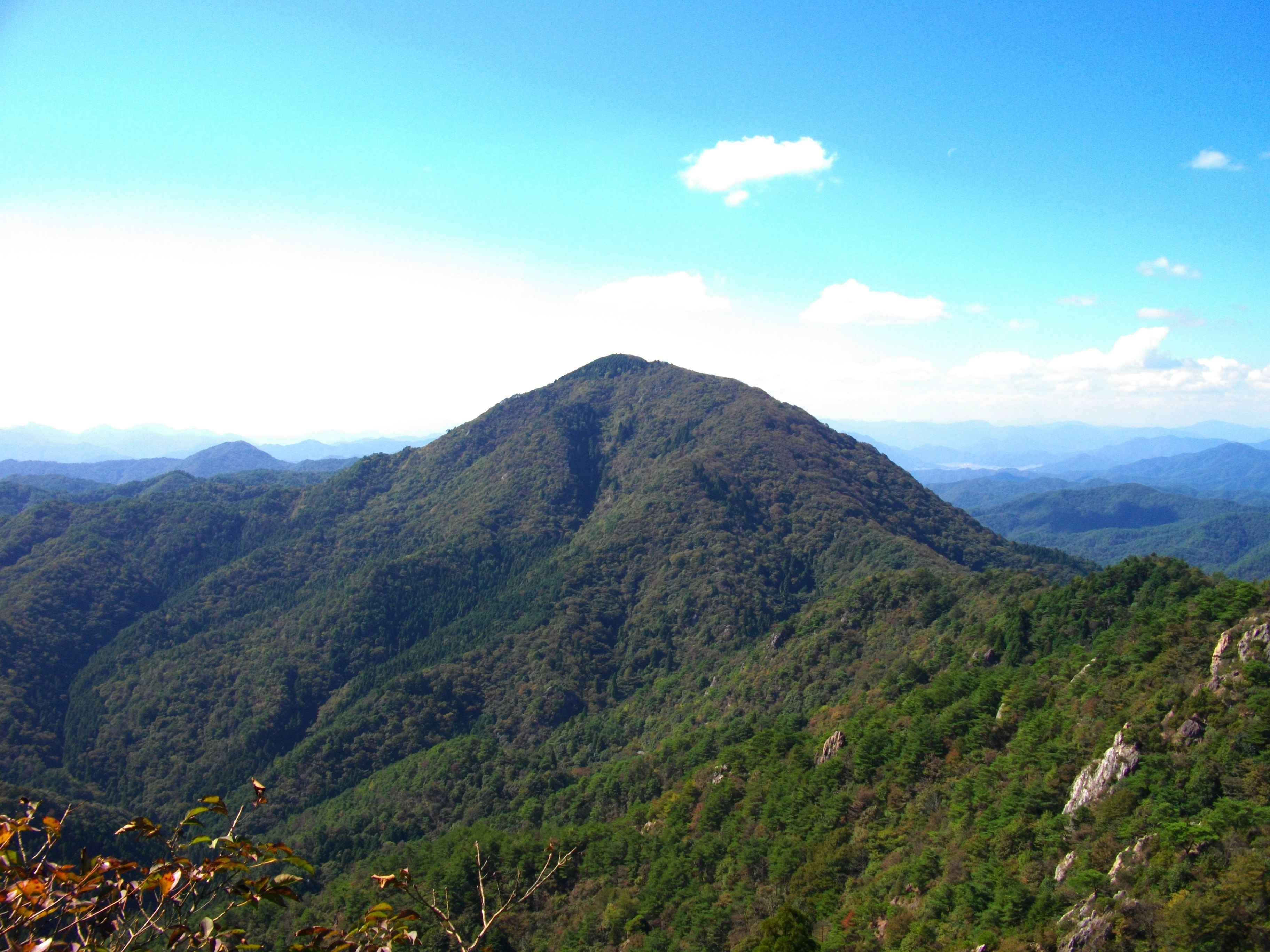
主峰の御嶽を東の小金ヶ嶽から望む

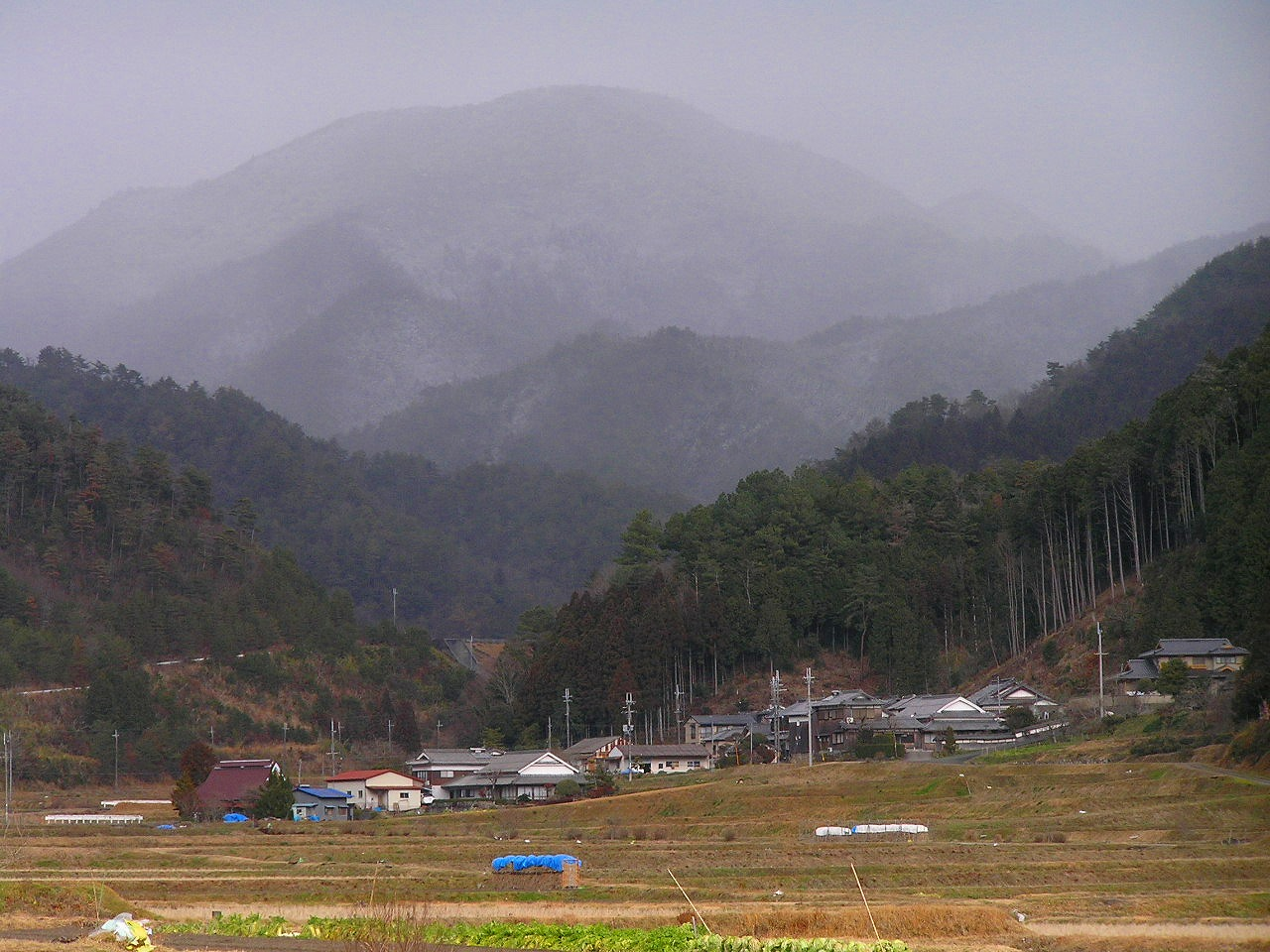
西ヶ嶽を南南西から望む

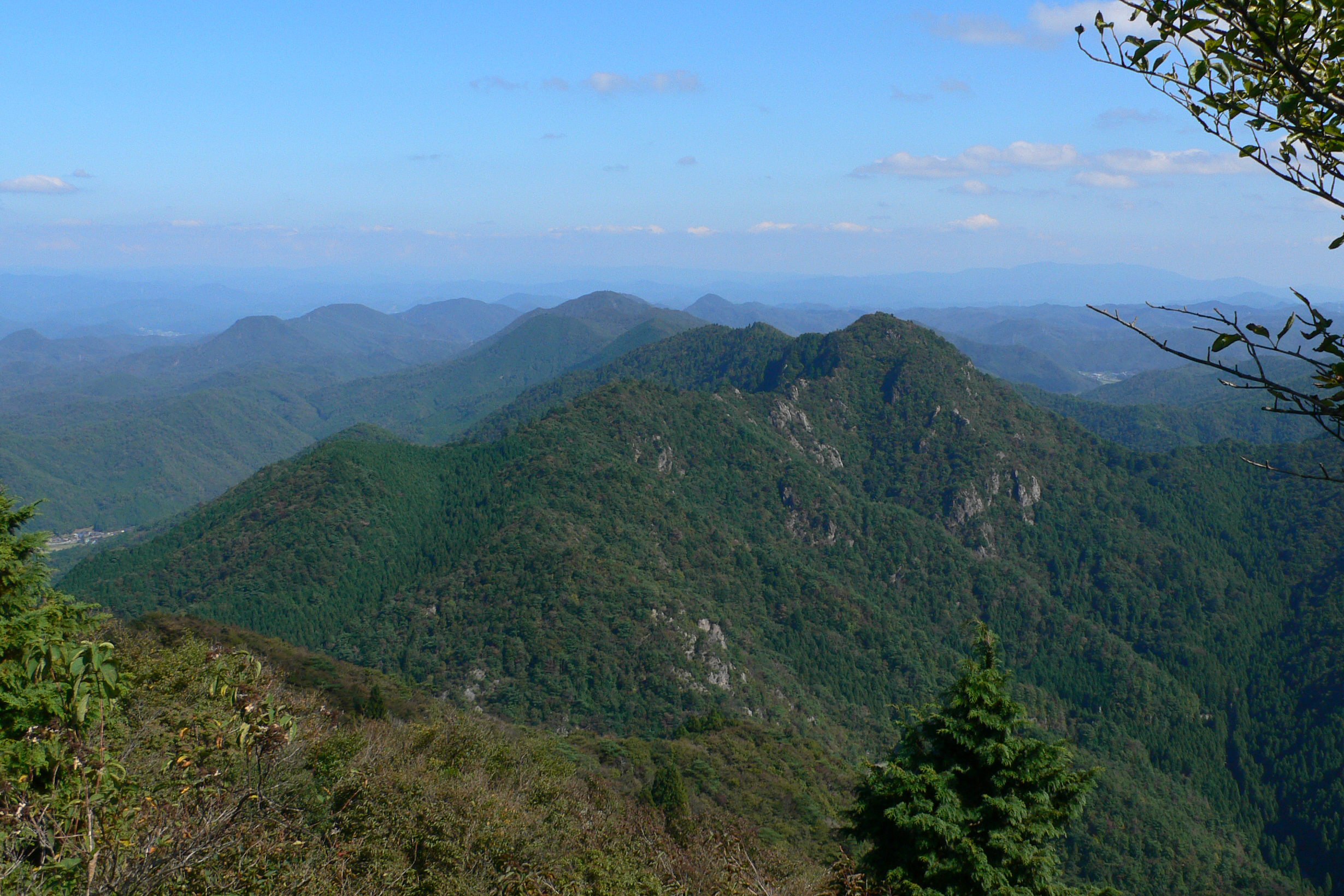
小金ヶ嶽を西から望む

### 御嶽（三嶽）
標高793 m。峰であり、古くは藍波ヶ峰（らんばがみね）と呼ばれ、頂上は東西2つの峰に分かれており、西側が最高峰で三角点があり、東側には石室がある。南側直下には修験道場の本山新金峰寺大伽藍大岳寺跡がある。さらにかつては数ヶ所の堂が建ち並んだという。頂上からは360度の展望が開ける。現在でも毎年5月には山伏による山開きの行事が行われる。北には大江山、長老ヶ岳、東に京都の愛宕山、大阪の生駒連峰、南には六甲山や播磨灘、西に但馬の栗など周辺の主要な峰が見渡せる。

### 西ヶ嶽
標高727 m。雄大な山形をしており、南側に多くの尾根を持ち、北面は山頂から絶壁となっており無数の岩場が点在する。岩場に咲くシャクナゲが美しい。崖が落ち込んでおり歩行には危険な箇所が少なからずある。

### 小金ヶ嶽
標高725 m。3つの山の中では、最もアルペン的風貌を持ち、奇岩露出の印象的な山容。岩は荒い珪石質である。古くは蔵王堂があったところから蔵王ヶ岳と呼ばれることもある。視界は開け、展望も良いが足場は急峻な馬の背状になった箇所も多く、鎖場もあり危険も伴う。古くは蔵王道があったことから、蔵王ヶ岳と呼ばれることもあり、修験道場の山である。頂上には蔵王堂をはじめ、南側直下に福泉寺をはじめとする寺々、麓には里坊も存在した。

## 登山
丹波地方の登山コースでは現在でも非常に人気が高い。登山の歴史は古く修験道場として鎌倉時代から室町時代には修験者の入山が後を絶たず一体の山々には咆哮する法螺、錫杖、念誦の声葉遠く里にまで響き渡ったという。修験道としての行では、表裏の２ルートに分かれており、表ルートは筱見四十八滝から峰峰を西進し御嶽の行者堂へ。これを金剛界廻りと称す。裏は御嶽頂上から西進し、西ヶ嶽を通過し養福寺に下り、滝の宮で水行を行い終了する。これを胎蔵界廻りと称す。